# Brugmansia candida
Brugmansia candida är en potatisväxtart som beskrevs av Christiaan Hendrik Persoon. Brugmansia candida ingår i släktet änglatrumpeter, och familjen potatisväxter. Inga underarter finns listade i Catalogue of Life.

## Bildgalleri

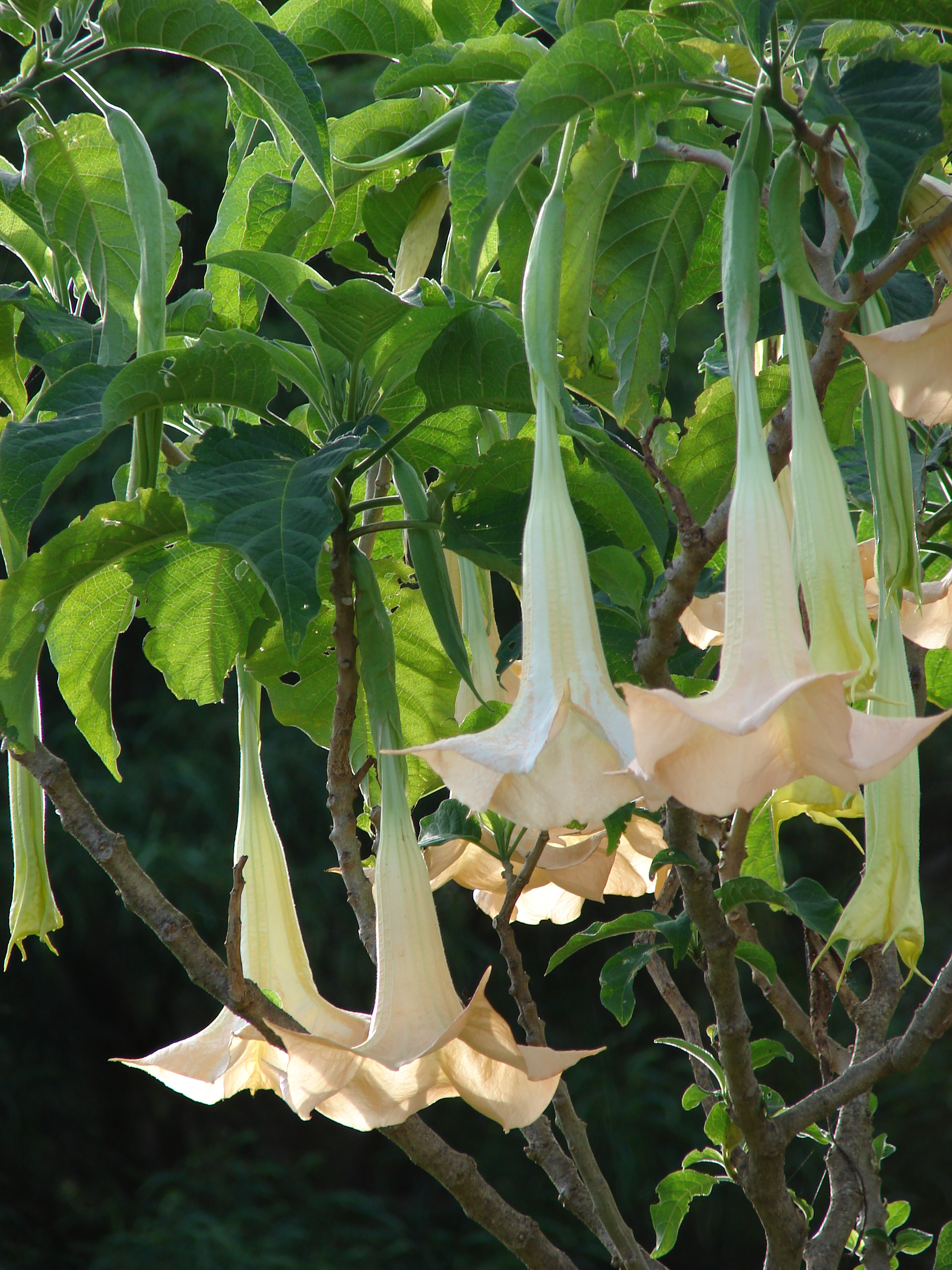
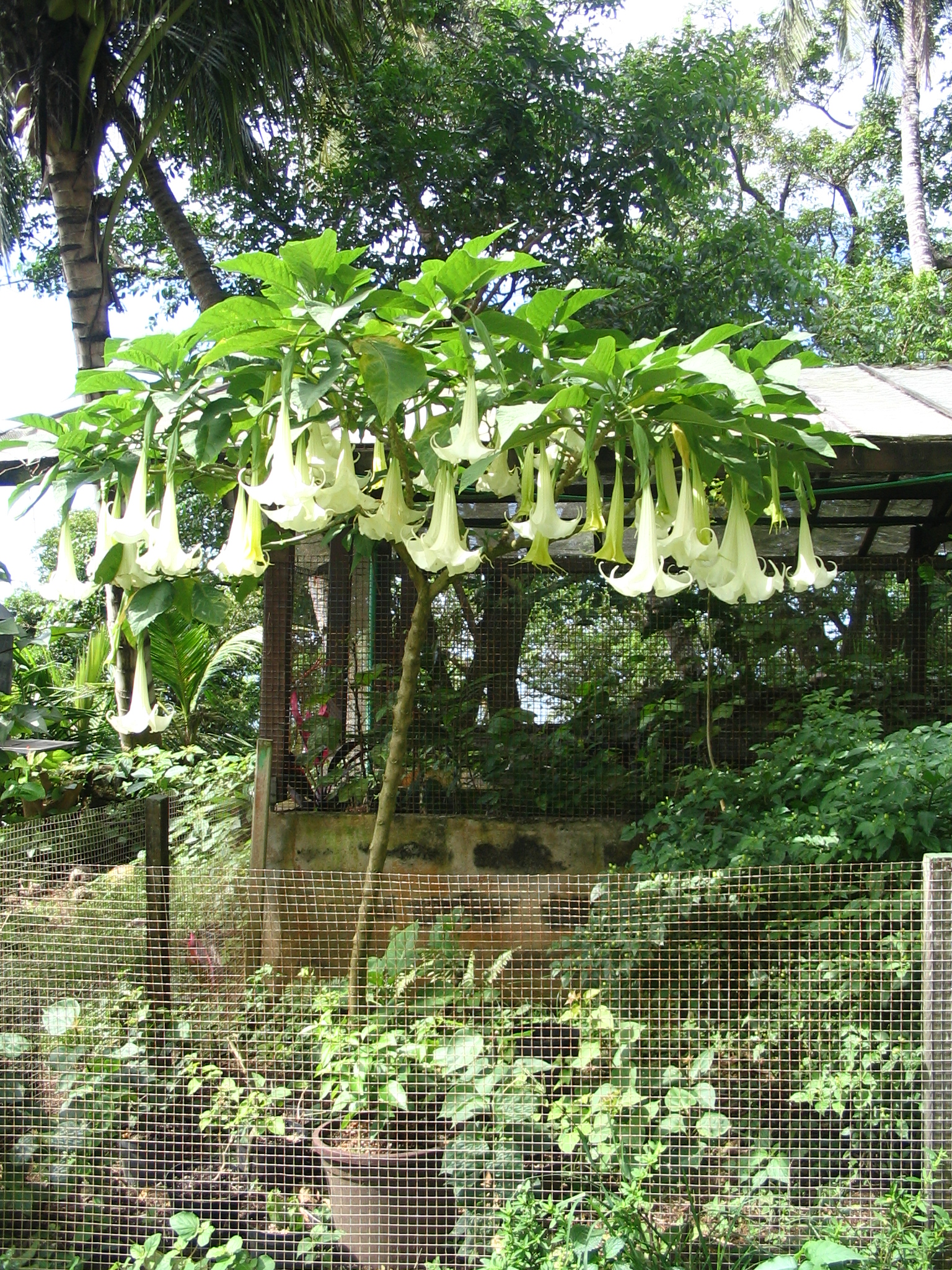
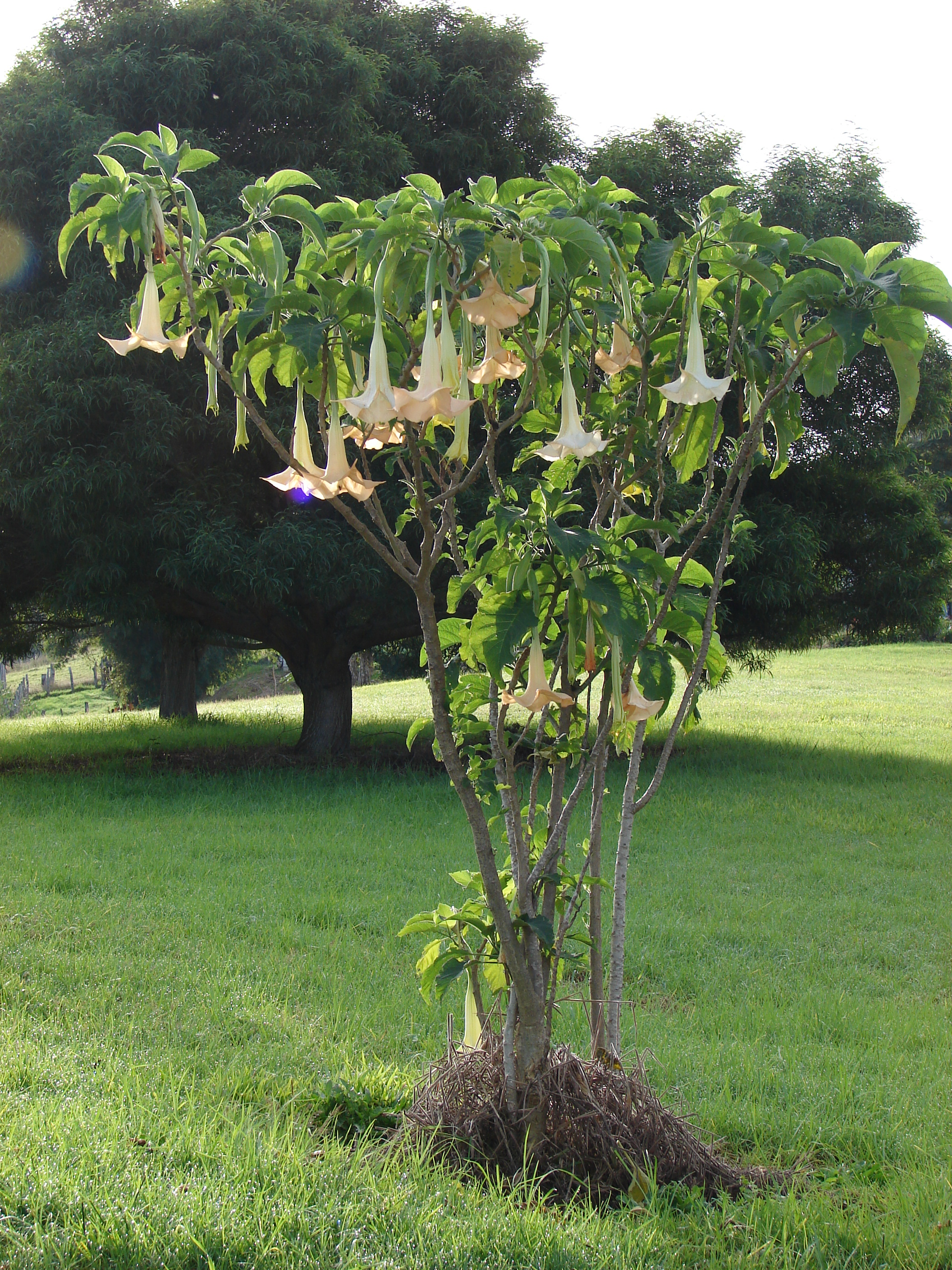
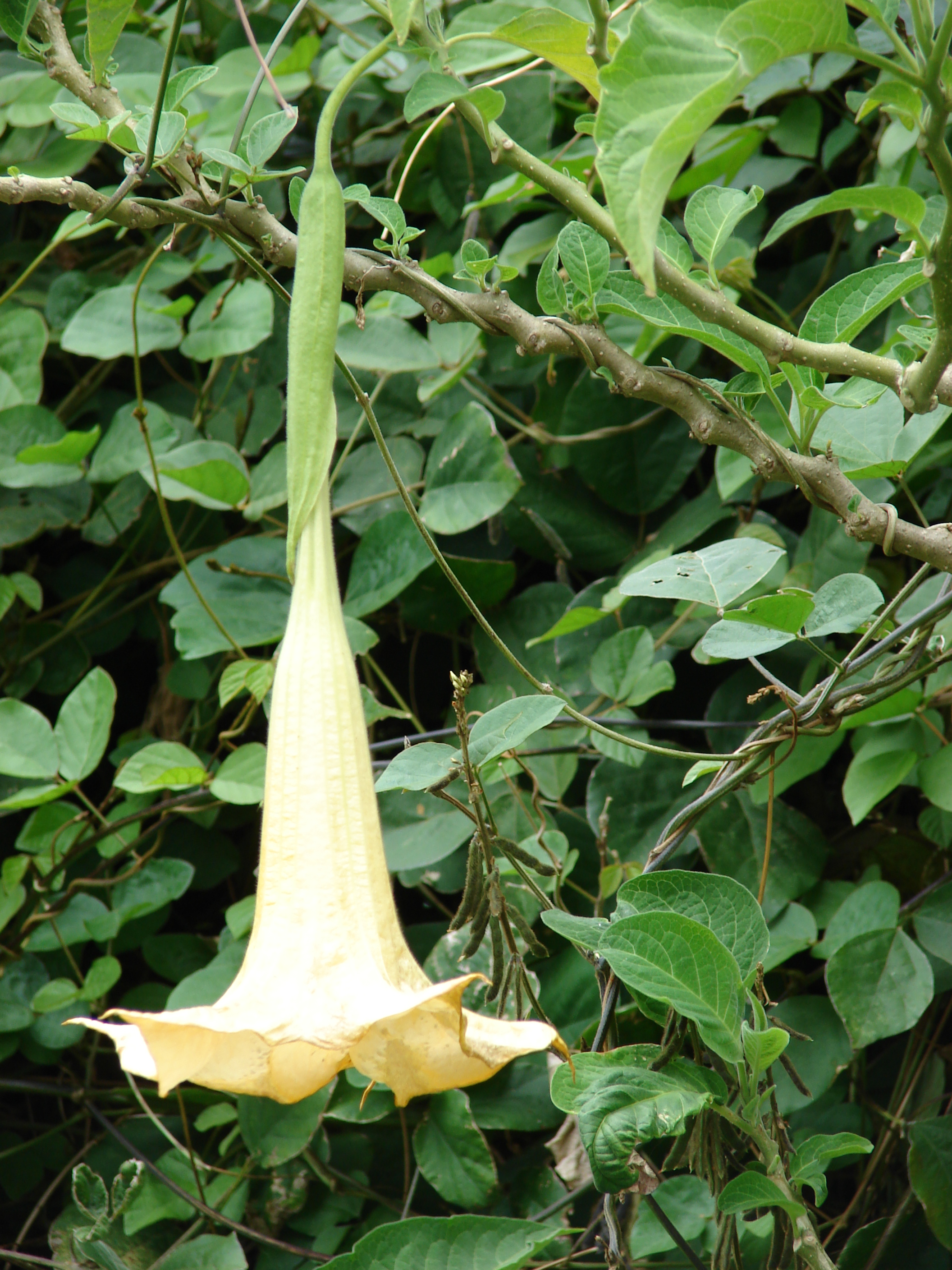
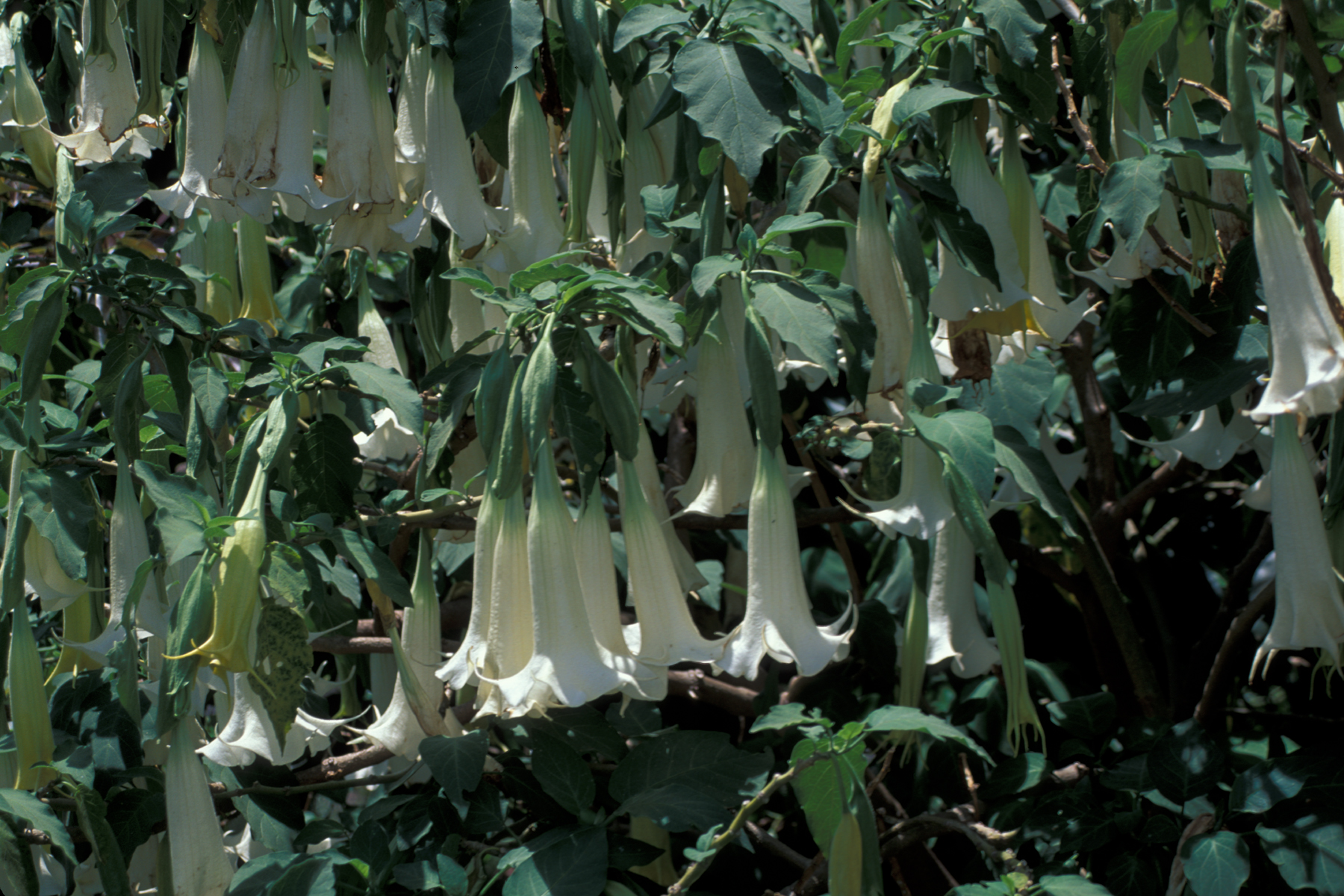
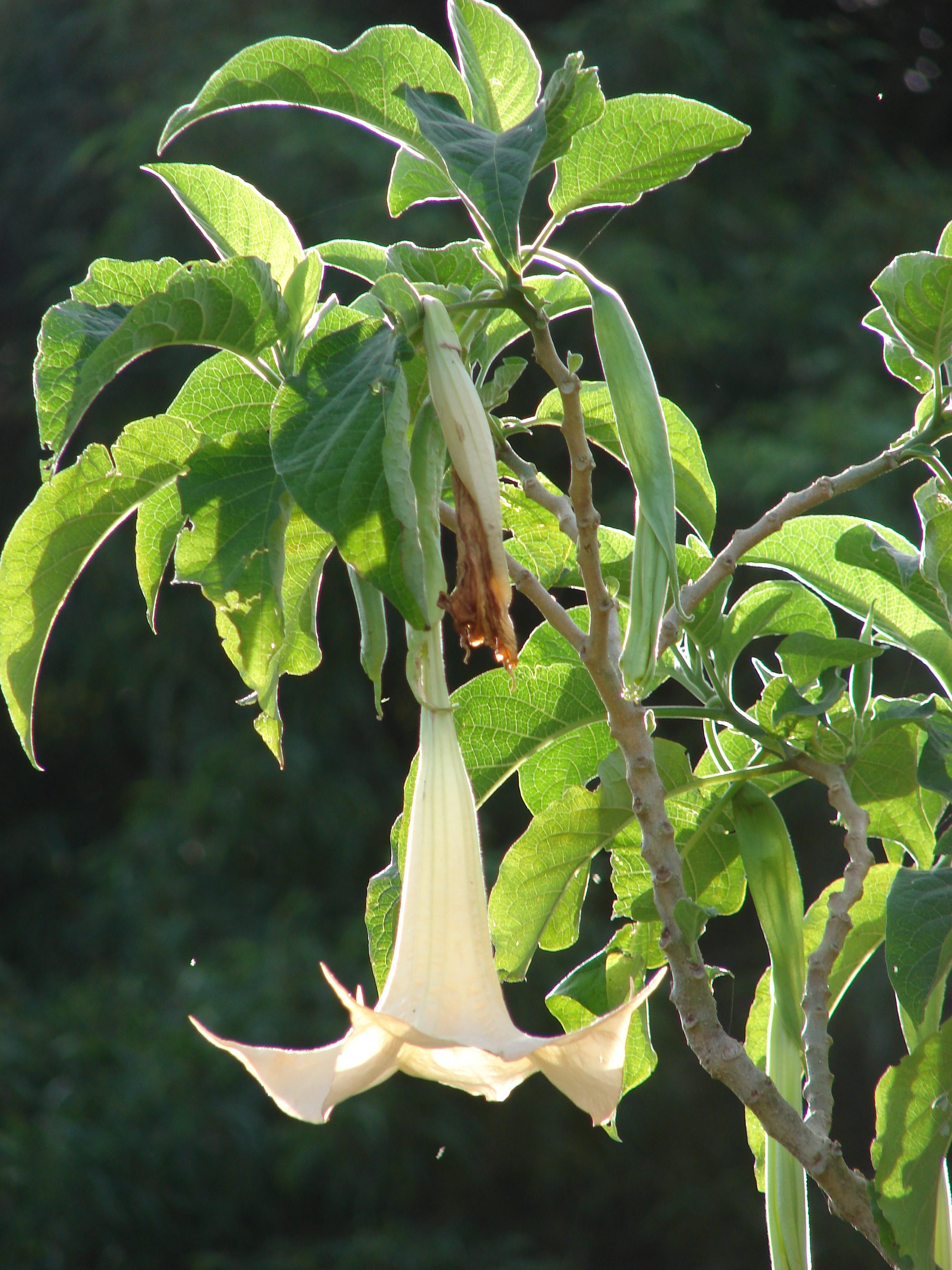